# United States Marshals Service
United States Marshals Service (USMS) er en efterforskningstjeneste og forbundspoliti inden for U.S. Department of Justice. Tjenesten blev oprettet af George Washington i 1789 og er dermed den ældste føderale efterforskningstjeneste og forbundspolitienhed i USA.
U.S. Marshals Service er den primære føderale tjeneste til at udføre pågribelse af personer med en arrestordre, flygtede fanger, fangetransporter, samt beskyttelse og sikkerhed under føderale retssager. Derudover står U.S. Marshals operativt i spidsen for USA's vidnebeskyttelsesprogram.
Derudover er U.S Marshals' enhed for savnede børn sammen med FBI en central del i, at opspore og finde bortførte børn i samarbejde med det nationale center for savnede og udnyttede børn (National Center for Missing & Exploited Children)

## Historie

### Grundlæggelse
United States Marshals Service blev grundlagt, af USAs første kongres efter USA var blevet erklæret uafhængige. D. 24 September, 1789 underskrev præsident George Washington etableringen af de føderale domstole ind i loven. Loven gjorde, at en U.S. Marshals primære funktion var at udfører retslige arrestordrer med autoritet fra den føderale regering. Loven definerede Marshals, som domstolenes lange arm der kunne assistere føderale domstole med deres retshåndhævelsesmæssige funktioner. 
Mange af de første U.S. Marshals, havde allerede bevist deres værd i militærtjeneste under den amerikanske revolution. Iblandt de første Marshals var præsident John Adams' svigersøn, Kongresmedlem William Stephens Smith fra New York-distriktet, en anden New York-distrikt Marshal, Kongresmedlem Thomas Morris og Henry Dearborn fra Maine-distriktet.
Allerede fra landets tidligste dage var det tilladt for Marshals at rekruttere særlige underordnede som lokal støtte eller midlertidige overførsler fil U.S. Marshals Service fra andre føderale efterforskningstjenester. Marshals var også autoriseret til at ride i store grupper , for at jage efterlyste. Marshals fik utrolig autoritet, til at støtte de føderale domstole inde for deres retslige distrikt, og udfører alle slags retslige ordrer udstedt af føderale domstole, kongressen eller præsidenten. U.S. Marshals var langt de mest vigtige, regeringsagenter inde for territorielle jurisdiktioner.
U.S. Marshals er mest kendt for deres operative arbejde, men det var kun en lille del af deres arbejdsområde. Den største del af arbejdet var papirarbejde og andet arbejde udstedt af retten som anholdelse og håndtering af alle føderale fanger.

### Det 19. århundrede og USAs territorier
Under opsættelsen af det vi kender som “det vilde vesten”, udgjorde Marshals den daglige politistyrke i områder, som ikke havde sin egen lokale regering. U.S. Marshals var til for at holde ro og orden i det vilde vestens æra. U.S. Marshals Service var involveret i pågribelse af outlaws som Bill Doolin, Ned Christie og i 1893 den berømte Dalton-bande efter en skududveksling, der resulterede i 3 døde U.S. Marshals.
Nogle U.S. Marshals har været set, som legendariske helte som resultat af den omfattende lovløshed som; Wyatt Earp, Bat Masterson, Dallas Stoudenmire og Bass Reeves. De 3 U.S. Marshals Bill Tilghman, Heck Thomas, og danskfødte Chris Madsen formede en legendarisk trio kendt som "The Three Guardsmen" da de arbejdede sammen om, at patruljere og håndhæve loven i det rummelige og lovløse Oklahoma og Indianerterritoriet.
I 1850 vedtog Kongressen, en af de mest kontroversielle love. En lov der krævede, at alle flygtede slaver skulle fanges og returneres til deres ejermænd. Embedsmænd og borger fra frie stater, blev påkrævet at samarbejde i denne lov. Loven fik øgenavnet "Bloodhound Law" pga. de hunde, der blev brugt til at jagte bortløbne slaver. Loven pålagde U.S. Marshals ved at udfører loven, at de skulle jagte og arrestere flygtede slaver. Hvis Marshals modsatte sig eller sjuskede, kunne det medføre økonomiske straffe.
I 1894 hjalp tusinder af U.S. Marshals med at komme Pullman-strejken til livs.

### Den moderne tid (Det 20. århundrede til i dag)
U.S. Marshals kom for alvor tilbage i forreste linje, i 1960'erne da den amerikanske borgerrettighedsbevægelse trådte ind i det amerikanske samfund. Her stod tjenesten hovedsageligt, for at beskytte menneskerettighedskæmpere og sorte skolebørn, der ville integreres i offentlige skoler som f.eks Martin Luther King, James Meredith og Ruby Bridges.
Som følge af USAs Højesteret, så begyndte en skolemæssig desegregationskrise i New Orleans i 1960. Desegregation var en politik, der skulle introducere sorte elever til skoler, med kun hvide. Offentlige skoler der raceadskilte, var forvaltningstridigt styret. Der havde været en markant modvilje, fra de hvide i New Orleans mod ophævelsen af raceadskillelsen, og New Orleans' skolebestyrelse havde prøvet at udskyde den føderale regerings desegregation.
D. 14 November ophævede to folkeskoler i New Orleans, McDonogh 19 og William Frantz Elementary schools deres raceadskillelse.
Sidst på dagen, var der kun få hvide elever tilbage på skolerne og det var tydeligt at en hvid boykot, havde ramt de to skoler.
Ruby Bridges, en sort elev blev velkendt ovenpå desegregationen. Hendes 3 sorte klassekammerater; Leona Tate, Tessie Prevost, og Gail Etienne blev alle udsat for offentlig ydmygelse, hån og racisme når de gik til skole. Et race-oprør brød ud, d. 16 November foran Orleans Parish skolebestyrelsesmøde. Der var adskillige dødstrusler mod sorte børn og det blev nødvendigt at beskytte Ruby Bridges med U.S. Marshals når hun var på Frantz Elementary.
I September 1962, satte præsident John F. Kennedy, 127 Marshals til at følge og beskytte James Meredith. En afroamerikansk menneskerettighedsforkæmper, der i et år havde kørt en sag mod University of Mississippi, for racediskrimination da han ville søge optagelse. Sagen endte med at han blev optaget, men ikke uden dramatik. U.S. Marshals og James Merediths tilstedeværelse på universitet, provokerede til optøjer men U.S. Marshals stod fast. U.S. Marshals fortsatte med at give Meredith beskyttelse igennem hans første år på universitet.
I 1969 efter næsten 200 år, blev U.S. Marshals så endelig etableret som føderal regeringsagentur. 2 år senere (1971), etablerede man USAs føderale vidnebeskyttelsesprogram som en operativ sektion hos USMS. Samtidig udviklede man også en, særlig taktisk enhed der skulle kunne indsættes 24 timer i døgnet. I 1979 fik U.S. Marshals Service overdraget ansvaret, for at pågribe efterlyste på føderalt niveau. Samme år blev ansvarsområdet udvidet, til også at omfatte flygtede fængselsfanger og i den forbindelse blev anholdelsen af Christopher Boyce deres første anholdelse på en højprofileret efterlyst.

## Organisation & Struktur
U.S. Marshals Service har hovedkvarter i Arlington, Virginia. Tjenesten er underlagt Justitsministerens autoritet og administration og ledes af U.S. Marshals direktør, som er assisteret af en underdirektør. U.S. Marshals Services hovedkvarter styrer, kontrollerer og koordinerer tjenestens forskellige arbejdsopgaver.

### Organisationsplan
Direktørens kontor (Office of the Director) tjener, som det centrale administrative organ hos U.S. Marshals Service. Kontoret yder faglige støttefunktioner (som kommunikation og facilitetsadministration) til de 12 operative og administrative afdelinger, samt de mange kontorer rundt om i USA. Kontoret bliver administreret af U.S. Marshals underdirektør (Deputy Director), som også fører tilsyn med arbejdet i det operative og administrative organ.
- Director of the U.S. Marshals Service: David Harlow (acting)
  - Deputy Director of the U.S. Marshals Service
    - Equal Employment Opportunity (EEO)
    - Office of Internal Communications (OIC)
    - Office of General Counsel (OGC)
    - Office of Professional Responsibility (OPR)
    - Associate Director for Operations (ADO)
      - Judicial Security Division (JSD)
      - Investigative Operations Division (IOD)
      - Witness Security Division (WSD)
      - Justice Prisoner and Alien Transportation System|Justice Prisoner and Alien Transportation System (JPATS)
      - Tactical Operations Division (TOD)
        - Special Operations Group (SOG)

      - Prisoner Operations Division (POD)

    - Chief Financial Officer (CFO)
      - Financial Services Division (FSD)

    - Associate Director for Administration
      - Training Division (TD)
      - Human Resources Division (HRD)
      - Information Technology Division (ITD)
      - Office of Public and Congressional Affairs
      - Management Support Division (MSD)
      - Asset Forfeiture Division (AFD)

### Rangsystem
- U.S. Marshals Management
  - Director
  - Deputy Director
  - Chief of Staff
  - General Counsel
  - Chief of District Affairs
  - Associate Director og Chief Financial Officer
  - Assistant Director
  - Chief
- U.S. Marshals Deputies
  - Special Inspector
  - Inspector
  - Marshal Deputy

## Uddannelse & Træning
U.S. Marshals Services ansættelsesproces ligner alle de andre føderale regeringstjenesters, optagelsesproces til at blive føderale agenter. Ligesom hos tjenester som FBI og Secret Service, så er antallet af uddannede agenter/deputies ikke ret høj pga. træningens høje intensitet og niveau. Typisk ligger succesprocenten kun på 4-5%.

### Kvalifikationer
For at komme i betragtning til at blive, en U.S. Marshal så er der en række kvalifikationer, som ansøgeren skal opfylde:
- Skal være amerikansk statsborger
- Skal være imellem 21 og 36 år
- Skal have en bachelorgrad, 1 års specialiseret erfaring eller en kombination af uddannelse og erfaring, tilsvarende GL-07 niveau (Special agent niveau)
- Skal have gyldigt kørekort i god stand
- Skal gennemføre et struktureret interview og andre prøver
- Skal igennem et baggrundstjek
- Skal være i god fysisk form
- Skal gennemgå et benhårdt basisforløb på 21½ uge på U.S. Marshals Services akademi i Glynco, GA.[10]

### Basisuddannelse
Når ansøgere til U.S. Marshals Service er blevet, udvalgt og vurderet gode nok så påbegynder de deres basisuddannelse, på U.S. Marshals Basic Training Academy. Basisuddannelsen finder sted på Federal Law Enforcement Training Center i Glynco i staten Georgia. Før de nye aspiranter kan kalde sig Deputy U.S. Marshals, venter der 21,5 ugers basis træning med FLETC og USMS' instruktører. 
Nogle af de ting som aspiranterne skal igennem inkluderer:
- Computer træning
- Førstehjælp
- Fysisk træning
- Skydetræning
- Selvforsvarsteknikker
- Køreteknik
- Beviser og procedure i retten
- Sikkerhed i retten
- Retssager med højt trusselsniveau
- Overvågning
- Husindtrængning
- Frihedsberøvelse og kropsvisitering af fanger
- Ransagning
- Livvagtsuddannelse

## Opgaver
U.S. Marshals Service og en U.S. Marshals arbejdsopgaver spænder vidt imellem at jagte flygtede fanger og efterlyste kriminelle, sælge kriminelles beslaglagte ting, huse og transportere fanger og yde beskyttelse og sikkerhed til det amerikanske retssystem.
- Asset Forfeiture
- Fugitive Investigations
- Judicial Security
- Prisoner Operations
- Prisoner Transportation
- Tactical Operations
- Witness Security Program (WITSEC)

### Retslig Sikkerhed
U.S. Marshals har siden grundlæggelsen i 1789, været de føderale domstoles lange arm, og haft ansvaret for sikkerheden under retssager.. De føderale domstoles påtager en lang række sager, inklusiv sager imod:
- Nationale eller internationale terrorgrupper
- Organiseret kriminalitet (Mafia, Rocker og bandekriminalitet)
- Hadforbrydelse
- Spionage

Foruden at sikrer faciliteterne under en retssag, mod hændelser fra tilskurer, bandemedlemmer eller terrorangreb. Så har U.S. Marshals også ansvaret for den personlige sikkerhed under retssager. Det er ikke ukendt at dommere, nævninge og advokater bliver truet på livet, så derfor har U.S. Marshals Service også ansvaret for den personlige sikkerhed optil og efter en retssag. Så derfor er det et krav, at U.S. Marshals hele tiden udvikler deres taktikker i forhold til personbeskyttelse.
Ved at bruge et nationalt netværk af U.S. Marshals agenter, sikkerhedsspecialister, efterretningsanalytikere og støttepersonnel opnår U.S. Marshals:
- En rolig og sikker retssag
- Yder beskyttelse til føderale dommere, advokater, vidner, nævninge, tilskurer og tiltalte
- Koordinere sikkerhed for retslige konferencer rundt om i USA
- Beskytte Højesteretsdommeren når vedkommende er væk fra Washington
- Yde støtte til Department of State's Diplomatic Security Service, under forhøjede beskyttelsesopgaver for udenlandske gæster under FN topmøder. [12]

### Vidnebeskyttelse
U.S. Marshals Service står operativt i spidsen for, USAs føderale vidnebeskyttelsesprogram United States Federal Witness Protection (WITSEC). Vidnebeskyttelsesprogrammet har gjort det muligt for den amerikanske administration, at kunne føre sager mod både enkelte kriminelle og til både mafiaer, bander og terrorister. Programmet yder beskyttelse og sikkerhed for vidner og deres familier, der er livstruet som resultat af vidnets vidneudsagn mod f.eks terrorister, mafia-medlemmer, rockere, narkosmuglere og andre farlige kriminelle, hvor man vurdere at sikkerhedsrisikoen er høj mod dem og deres familier. Programmet har vist sig at være, et yderst unikt og værdifuldt redskab for USAs skiftende regeringers kamp mod farlige kriminelle og organiseret kriminalitet.
Vidnebeskyttelsesprogrammet har siden dets begyndelse i 1971 beskyttet, flyttet og givet nye identiteter til mere end ca. 18.750 vidner og deres familiemedlemmer. U.S. Marshals yder beskyttelse til alle vidner, 24 timer i døgnet mens de er i højrisiko områder samt under retssagsforberdelser, når de giver deres vidneudsagn i retten og ved andre tilstedeværelse i retten. Vidner og deres familier, får typisk nye identiter med autentisk dokumentation, bliver huset med økonomisk hjælp så de kan klare sig på daglig basis og lægehjælp bliver også til ydet.
U.S. Marshals' indsats på området, har ført til at U.S. Marshals Service er den ledende autoritet på vidnebeskyttelse og at tjenestens vidnebeskyttelsesagenter er de førende eksperter inden for vidnebeskyttelse. Denne ekspertise har medført, at U.S. Marshals yder rådgivning og træning til en række sikkerhedstjenester rundt om i verden. 

### Fangetransportering
Justice Prisoner & Alien Transportation System (JPATS)
JTAPS er styreret af U.S. Marshals Service og er en af verdens mest omfattende fangetransporter i verden, som håndterer omkring 715 anmodninger mod, at flytte fanger mellem juridiske distrikter og fremmede lande hver dag. JTAPS støtter det føderale retssystem med dets transportmæssige ansvarsområder. JTAPS transportere dømte fanger, som er i det amerikanske fængselsystems varetægt, samt til høringer, fremmøde i retten og fængsler.
JPATS fuldfører over 260.000 fange/flygtninge forflytninger om året. Et netværk af fly, biler, varevogne og busser, gør det muligt at koordinere disse flytninger. JTAPS styrer en flåde af fly, som flytter fangerne mere økonomisk og med højere sikkerhed over lange afstande. Næsten alle flytninger i luften bliver udført af store eller små fly, som JTAPS ejer eller leaser. Transport på jorden er normalvis, enten udført af U.S. Marshals eller fængselsvæsnet.
JTAPS blev grundlagt, i 1995 da U.S. Marshals og ICE satte deres luftbårne flåder sammen, og fusionen førte til Justice Prisoner and Alien Transportation System (JPATS). Fusionen skabte et langt mere, effektivt fangetransportsystem af fanger og kriminelle flygtninge.

### Pågribelse af Efterlyste
U.S. Marshals Service er den primære efterforskningstjeneste i U.S. Department of Justice der håndtere efterforskninger mod efterlyste kriminelle i USA. Derfor er det også dem, der har den bredeste autoritet af alle føderale efterforskningstjenester, når det gælder anholdelser i USA. For at dele ud af deres ekspertise i at lokalisere efterlyser, så støtter de også føderale, statslige, lokale og internationale politimyndigheder med assistance, ekspertise og træning.
U.S. Marshals pågreb i 2015 mere end 33.300 føderale efterlyste og ordnede ca. 36,300 føderale arrestordrer.
I 1983 etablerede U.S. Marshals et nyt værktøj, 15 Most Wanted Fugitive Program i forsøget på at prioritere efterforskningerne og anholdelserne af højprofilerede kriminelle, som blev betegnet for at være nogle af USAs mest farlige efterlyste. Efterlyste på denne liste, rygtes for at være kriminelle med en livslang historie med vold og andre forbrydelser og som udgør en markant trussel mod den offentlige sikkerhed. Nuværende og tidligere efterlyste i dette program inkludere: mordere, sexforbrydere, store narkobaroner, mafia og rockermedlemmer og personer efterlyst for højprofileret økonomisk kriminalitet. Siden programmet blev lanceret i 1983, er 238 kriminelle igennem programmet blevet anholdt.
Task Forces
U.S. Marshals har en lang historik, med at yde assistance og ekspertise til andre efterforskningstjenester og politimyndigheder når det gælder efterforskninger mod efterlyste. Successen fra U.S. Marshals task force initiativer, kombineret med et fantastisk samarbejde med andre tjenester, har ledet til formationen af en række permanente task forces mod efterlyste.
U.S. Marshals task forces kombinerer indsatsen fra føderale, statslige og lokale politimyndigheder, til at lokalisere og anholde de mest farlige efterlyste. 60 lokale task forces er dedikeret til at reducere den voldelige kriminalitet, ved at lokalisere og pågribe efterlyste kriminelle og assisterer i højprofilerede efterforskninger. De fungere også som samlepunkt, for de forskellige tjenester og politimyndigheder til at dele informationer om efterlyste.
Regional Fugitive Task Forces:
- New York/New Jersey

New York/New Jersey Regionale Fugitive Task Force blev operativ i April 2002. Task forcen består af 80 føderale, statslige og lokale myndigheder og har 5 fuldt operative kontorer omkring New York/New Jersey. Task forcen har været et ekstraordinært værktøj, i efterforskning og pågribelse af regionens mest farlige og voldelige efterlyste.
Efterforskningstjenester og Politimyndigheder
- U.S. Marshals Service
- Bureau of Alcohol, Tobacco, Firearms and Explosives
- Drug Enforcement Administration
- Federal Bureau of Investigation
- U.S. Secret Service
- New York City Police Department

Pacific Southwest Regional Fugitive Task Force
Pacific Southwest Regionale Fugitive Force blev operativ i Juli 2002, og siden dens indsættelse har styrken vokset markant, hvad angår personel, udstyr og mængden af efterforskninger. Styrken har med deres udførsel af højprofilerede efterforskninger, mødt enorm succes ved at fjerne de værste af de værste fra gaden i den californiske region og på Hawaii.
Efterforskningstjenester og Politimyndigheder
- U.S. Marshals Service
- Bureau of Alcohol, Tobacco, Firearms and Explosives
- U.S. Secret Service
- Los Angeles Police Department

Capital Area Regional Fugitive Task Force
Hovedstadsområdets Regionale Flygtninge Task Forces mission er at lokalisere og pågribe, de mest voldelige og farlige efterlyste overalt i området omkring Washington DC, Maryland og Virginia. Med kontorer i Washington DC, Virginia, og Maryland, har styrken udviklet og fortsat udviklet på forholdet mellem adskillige efterforskningstjenester og politimyndigheder, for at hjælpe med at sikrer sikkerheden for borgerne i landets hovedstad og omkringliggende områder.
Efterforskningstjenester og Politimyndigheder
- U.S. Marshals Service
- Udenrigsministeriet
- Bureau of Alcohol, Tobacco, Firearms and Explosives
- Drug Enforcement Administration
- Federal Bureau of Investigation
- U.S. Secret Service

I samarbejde med føderale, statslige og lokalke myndigheder, fik U.S. Marshals-ledet task forces i 2015, arresteret mere end 99.700 statslige og lokale efterlyste og ordnede 119.100 arrestordrer.
Internationale Efterforskninger
U.S. Marshals Service er blevet udvalgt, af Department of Justice som den primære efterforskningstjeneste der påtager sig pågribelse af efterlyste der er efterlyst af andre lande og som tænkes at opholde sig i USA.
U.S. Marshals der ikke har nogen beføjelser, udenfor USA arbejder tæt sammen med internationale partnere, for at spore og pågribe efterlyste udenfor landets grænser. Tjenesten har desuden 3 internationale afdelinger i henholdsvis den Dominikanske Republik, Jamaica og Mexico, og arbejder tæt sammen med politimyndigheder langs den mexicanske og canadiske grænse. U.S. Marshals har desuden en nøglerolle hos Interpol. U.S. Marshals har en daglig kontakt, til adskillige politimyndigheder og repræsentanter for udenlandske regeringer. Da de ingen jurisdiktion har udenfor USA, så er det afgørende at USMS konstant etablere og forbedre netværket og forholdet til udenlandske regeringer, så det gør det muligt at pågribe efterlyste der som flygtninge søger ind i andre lande. 

### Special Operationer
U.S. Marshals Service udfører taktiske operationer, i tilfælde af at deres efterforskninger eller missioner bliver særligt krævende eller klassificeret og involverer national sikkerhed, nationale katastrofer og krisesituationer samt efterretningstjenesterne.
For at imødekomme særligt krævende taktiske opgaver, så har man i U.S. Marshals en specialenhed, kaldet Special Operations Group. Special Operations Group (SOG) blev oprettet i 1971 og er en, særligt trænet og taktisk udstyret enhed, som kan blive indsat i højrisiko og særligt krævende politiopgaver, nationale katastrofer og ulykker alle 24 timer i døgnet. Enheden består af frivillige U.S. Marshals, med en højere standard end almindelige agenter og som har gennemgået en benhård træning i specialiteter som; højrisiko indtrængning, finskytte-teknik, køreteknik, operationer på havet og taktisk sanitetsstøtte. Enheden fungere sammen med FBIs Hostage Rescue Team, som USAs primære indsatsstyrke, til enhver national eller global kritisk situation, beordret fra enten Justitsministeren eller U.S. Marshals director.
Enhedens missioner inkludere: pågribelse af efterlyste, beskyttelse af højtstående personer, yde domstolene sikkerhed, transport af højprofilerede og farlige fanger og sørge for ekstra høj vidnebeskyttelse.

Enheden fik ligesom andre særlige taktiske styrker en del negativ pressedækning da tidligere præsident Donald Trump i 2020 indsatte føderale styrker for, at stoppe urolighederne i Portland, Oregon som følge af George Floyds død.

## Våben
U.S. Marshals Services foretrukne pistol er en 40 kaliber Glock. Udover deres faste pistol er det tilladt for alle U.S. Marshals at have en backup-pistol efter eget ønske, hvis den opfylder kravene. Almindelige U.S. Marshals kan også være bevæbnet med Remington 870 shotguns og AR-15 semi-automatiske rifler. U.S. Marshals SOG operatører er bevæbnet med colt M1911 pistoler.
| Type    | Kaliber      | Model                        |
| ------- | ------------ | ---------------------------- |
| Pistol  | .40 S&W      | Glock 22, Glock 23, Glock 24 |
| Pistol  | 9 mm         | M1911A1 Springfield pro rail |
| Shotgun | 12 gauge     | Remingtion Model 870         |
| Gevær   | 5.56 x 45 mm | Colt AR-15                   |